# Тимофіївка (Березівський район)
Тимофі́ївка — село Старомаяківської сільської громади Березівського району Одеської області в Україні. Населення становить 94 осіб.

## Населення
Згідно з переписом УРСР 1989 року чисельність наявного населення села становила 115 осіб, з яких 50 чоловіків та 65 жінок.
За переписом населення України 2001 року в селі мешкали 94 особи.

### Мова
Розподіл населення за рідною мовою за даними перепису 2001 року:
| Мова       | Відсоток |
| ---------- | -------- |
| українська | 75,53 %  |
| молдовська | 20,21 %  |
| російська  | 3,19 %   |
| болгарська | 1,06 %   |